# Szata (film)
Szata (ang. The Robe) – amerykański dramat historyczny z 1953 roku w reżyserii Henry’ego Kostera na podst. powieści pod tym samym tytułem Lloyda C. Douglasa. Film zrealizowany przez 20th Century Fox wyróżnia się jako pierwszy film nakręcony w procesie panoramicznym CinemaScope.
Film opowiada historię rzymskiego trybuna wojskowego, który dowodzi jednostką żołnierzy krzyżujących Jezusa. Staje się on posiadaczem szaty Jezusa, o którą przed przybiciem do krzyża żołnierze rzucają losy. Wkrótce sam na sobie doświadcza jej mocy, co zmienia całe jego życie.

## Fabuła
Rzym 18 roku panowania cesarza Tyberiusza. Marcellus, trybun wojskowy i syn senatora Gallio na targu niewolników poznaje buntowniczego greckiego niewolnika Demetriusza. W drodze na aukcję gladiatorów spotyka swą dawną ukochaną z dzieciństwa, Dianę, która obecnie służy na dworze cesarskim i jest sugerowana przez cesarzową jako przyszła żona następcy tronu – Kaliguli. Marcellus mający długotrwały spór z Kaligulą, przebija go na aukcji w zakupie Demetriusza, czyniąc go swym sługą i ratując go przed śmiercią na arenie. Urażony Kaligula przenosi Marcellusa do garnizonu w Jerozolimie położonej w Palestynie, uznanej za najgorsze i najbardziej zdemoralizowane miejsce w całym cesarstwie. Tuż przed wyjazdem niezrażony Marcellus żegna się z Dianą i przysięgają sobie, że się pobiorą.
Marcellus i Demetriusz przybywają do Jerozolimy w Święto Paschy, dzień w którym tubylcom przepowiedziano nadejście Mesjasza będącego synem ich Boga. Są świadkiem witania Jezusa, cieśli z Galilei uznanego za Mesjasza. Jego widok robi na Demetriuszu silne wrażenie. Stacjonujący tu centurion Paulus informuje, że tutejszy rzymski namiestnik Piłat chce skazać Jezusa pod zarzutem wzniecania buntu, lecz musi działać po cichu, gdyż domniemany Mesjasz ma dużo zwolenników. Zaniepokojony Demetriusz chce go odnaleźć, by ostrzec przed zagrożeniem. Pewien zrozpaczony człowiek mówi mu, że Jezusa aresztowano przez donos jednego z jego uczniów. Człowiek przedstawiający się jako Judasz prosi Demetriusza o ostrzeganie wyznawców Jezusa przed zwątpieniem, gdyż prowadzi ono do zdrady.
Demetriusz błaga Marcellusa o wstawiennictwo, ale Piłat skazał już Jezusa na śmierć przez ukrzyżowanie i Marcellus ma zająć się egzekucją, nim złoży raport Tyberiuszowi na Capri. Na Kalwarii Demetriusz z przejęciem patrzy na umierającego Jezusa, którego szatę wygrywa Marcellus w grze o kości. Trybun używa zdobyczną szatę do osłony przed burzą, ale odczuwa silny ból. Demetriusz przeklina swego pana i zarzekając, że nigdy nie będzie służyć Rzymianom odchodzi z szatą. Odtąd Marcellusa dręczą koszmary związane z ukrzyżowaniem. Na Capri jednoczy się z Dianą, lecz dostaje kolejnego napadu. Jeden z cesarskich wróżbitów oznajmia, że szata była przeklęta i trzeba ją zniszczyć. Tyberiusz obawiając się zagrożenia Rzymu ze strony zwolenników Jezusa nakazuje Marcellusowi ich zdławić. Daje też Dianie zgodę poślubienia trybuna pod warunkiem spełnienia jego misji.
Wsparty cesarskim glejtem Marcellus w przebraniu kupca wraca do Palestyny, by odnaleźć Demetriusza, który dołączył do wyznawców Jezusa nazywanych chrześcijanami. Muszą oni ukrywać, gdyż Piłat nakazał ich wszystkich aresztować. Wspólnie z syryjskim przewodnikiem Abidorem zatrzymuje się w Kanie Galilejskiej, gdzie poznaje tkacza Justusa i jego wnuczkę Miriam, którym Jezus pomógł. Miejscowość odwiedza Demetriusz i Marcellus chce zniszczyć posiadaną przez niego szatę Jezusa, lecz nie może się przemóc. Demetriusz mówi, że szata nie ma prawdziwej mocy i to poczucie winy Marcellusa za zabicie niewinnego człowieka spowodowało jego obłęd. Marcellus przezwycięża swój strach. Demetriusz zapoznaje go z rybakiem Szymonem zwanym Piotrem, jednym z uczniów Jezusa.
Nagle Justus ginie w wyniku nieautoryzowanego ataku oddziału Paulusa na chrześcijan. Ten informuje Marcellusa, że Tyberiusz zmarł i nowym cesarzem został Kaligula, więc jego pierwotne rozkazy tracą ważność. Obiecuje wycofać ludzi, jeśli Marcellus pokona go w walce. Marcellus wygrywa ją i za namową Szymona Piotra zostaje chrześcijaninem. Docierają do Rzymu, gdzie chrześcijan uznaje się za groźną sektę. Majordom Marcipor, również będący chrześcijaninem, prowadzi Dianę do ukrywającego się Marcellusa. Udaje się na pomoc Demetriuszowi więzionemu w zbrojowni i daje Dianie na przechowanie szatę. W domu Galliów Szymon Piotra uzdrawia bliskiego śmierci Demetriusza. Senator wyrzeka się syna jako zdrajcę Rzymu. Marcellus odwozi bezpiecznie Demetriusza, a sam daje się aresztować.
Marcellus przed sądem przyznaje się do bycia chrześcijaninem, ale zaprzecza, jakoby on i jego współwyznawcy spiskowali przeciwko państwu. Zaprzecza również, iż szata Jezusa jest zaczarowana. Wolą zgromadzonych Kaligula skazuje Marcellusa na śmierć, chyba że ten potępi swoje przekonania. Marcellus składa przysięgę Rzymowi uważając, że nigdy nie zdradził kraju, ale odmawia wyrzeczenia się Jezusa. W ostatniej chwili Diana deklaruje umrzeć wspólnie z Marcellusem jako jego żona mówiąc, że nie chce żyć w państwie rządzonym przez tyrana jakim jest Kaligula. Przed pójściem na egzekucję Diana wręcza Marciporowi szatę Jezusa do oddania Szymonowi Piotrowi. Marcellus i Diana prowadzeni z sali przygotowują się do wspólnego życia wiecznego w niebie.

## Obsada
Opracowano na podstawie materiału źródłowego:

- Richard Burton jako trybun Marcellus Gallio
- Jean Simmons jako Diana
- Victor Mature jako Demetriusz
- Michael Rennie jako Szymon Piotr
- Jay Robinson jako Kaligula
- Dean Jagger jako Justus
- Torin Thatcher jako senator Gallio
- Richard Boone jako Poncjusz Piłat
- Betta St. John jako Miriam
- Jeff Morrow jako centurion Paulus
- Ernest Thesiger jako cesarz Tyberiusz
- Dawn Addams jako Junia
- Leon Askin jako Abidor
- David Leonard jako Marcipor
- Rosalind Ivan jako cesarzowa Julia
- Sally Corner jako Kornelia Gallio
- Pamela Robinson jako Lucja Gallio
- Donald C. Klune jako Jezus
  - Cameron Mitchell jako Jezus (głos)
- Frank Pulaski jako trybun Kwintus
- Helen Beverly jako Rebeka
- Jay Novello jako Tiro
- Hayden Rorke jako Caluus
- Percy Helton jako Kaleb
- Michael Ansara jako Judasz
- Mae Marsh jako jerozolimska kobieta
- Francis Pierlot jako wróżbita Dodinius
- Arthur Page jako wróżbita Ruben
- Nicolas Koster jako Jonatan
- Harry Shearer jako Dawid
- Thomas Browne Henry jako medyk Mariusz
- Sam Gilman jako kapitan statku
- Jean Corbett jako niewolnica-bliźniaczka#1
- Joan Corbett jako niewolnica-bliźniaczka #2

## Nagrody i nominacje
| Nagroda                           | Kategoria                                              | Nominowani                                                 | Wynik     | Źródło |
| --------------------------------- | ------------------------------------------------------ | ---------------------------------------------------------- | --------- | ------ |
| Nagroda Akademii Filmowej         | Najlepszy film                                         | Frank Ross                                                 | Nominacja | [ 4 ]  |
| Nagroda Akademii Filmowej         | Najlepszy aktor pierwszoplanowy                        | Richard Burton                                             | Nominacja | [ 4 ]  |
| Nagroda Akademii Filmowej         | Najlepsze zdjęcia (film barwny)                        | Leon Shamroy                                               | Nominacja | [ 4 ]  |
| Nagroda Akademii Filmowej         | Najlepsza scenografia i dekoracje wnętrz (film barwny) | Lyle Wheeler, George W. Davis, Walter M. Scot, Paul S. Fox | Wygrana   | [ 4 ]  |
| Nagroda Akademii Filmowej         | Najlepsze kostiumy (film barwny)                       | Charles LeMaire, Emile Santiago                            | Wygrana   | [ 4 ]  |
| Złote Globy                       | Najlepszy film dramatyczny                             | Henry Koster                                               | Wygrana   | [ 5 ]  |
| Directors Guild of America Awards | Najlepsze osiągnięcie reżyserskie w filmie fabularnym  | Henry Koster                                               | Nominacja | [ 6 ]  |